# La Laguna, Tolimán
La Laguna är en ort i Mexiko.   Den ligger i kommunen Tolimán och delstaten Jalisco, i den södra delen av landet, 500 km väster om huvudstaden Mexico City. La Laguna ligger 2 007 meter över havet och antalet invånare är 106.
Terrängen runt La Laguna är bergig söderut, men norrut är den kuperad. La Laguna ligger uppe på en höjd. Runt La Laguna är det glesbefolkat, med 16 invånare per kvadratkilometer. Närmaste större samhälle är San Pedro Toxín, 5,4 km norr om La Laguna. I omgivningarna runt La Laguna växer i huvudsak städsegrön lövskog.